# Ledňáček mikronéský
Ledňáček mikronéský (Todiramphus cinnamominus) je druh ledňáčka, který býval endemicky rozšířen na ostrově Guam (souostroví Mariany, Tichý oceán). Následkem zavlečení bojgy hnědé (Boiga irregularis) však ledňáček mikronéský ve volně přírodě vyhynul a druh přežívá pouze v zajetí v chovných zařízených na ostrově Guam a ve Spojených státech amerických.

## Taxonomie a popis
Mezi domorodými obyvateli Marianských ostrovů etnika Chamorro je nazýván jako Sihek.
Vyhynulý ledňáček miyakodský (Todiramphus miyakoensis), znám jen z jediného exempláře, je někdy uváděn jako jeho poddruh T. c. miyakoensis, v roce 2022 jej ale Mezinárodní ornitologický kongres prohlásil za neplatný, čímž se ledňáček mikronéský stal monotypickým. Meziostrovní rozdíly v morfologii, chování a ekologických charakteristikách byly dostatečné na uznání dvou samostatných druhů. 
Jedná se o pestře zbarveného, středně velkého ptáka, který je vysoký 20–24 cm. Má duhově modrá křídla a rezavě skořicovou hlavu. Dospělí samci ledňáčka mikronéského mají spodní část těla skořicovou, zatímco samice a mláďata jsou vespod bílá. Mají velké, bočně zploštělé zobáky a tmavě zbarvené nohy. Ozývají se chraplavým štěbetáním.

## Chování
Ledňáčci bývali pozemními lesními generalisty, kteří měli tendenci žít skrytým způsobem života. Hnízdili v dutinách v jehličnanech a stromových termitištích na Guamu. Na ostrově žili v chovných párech či rodinných skupinkách, jež si bránily stálé území. O mláďata se starají obě pohlaví, někteří potomci zůstávají s rodiči delší dobu.

## Stav ochrany

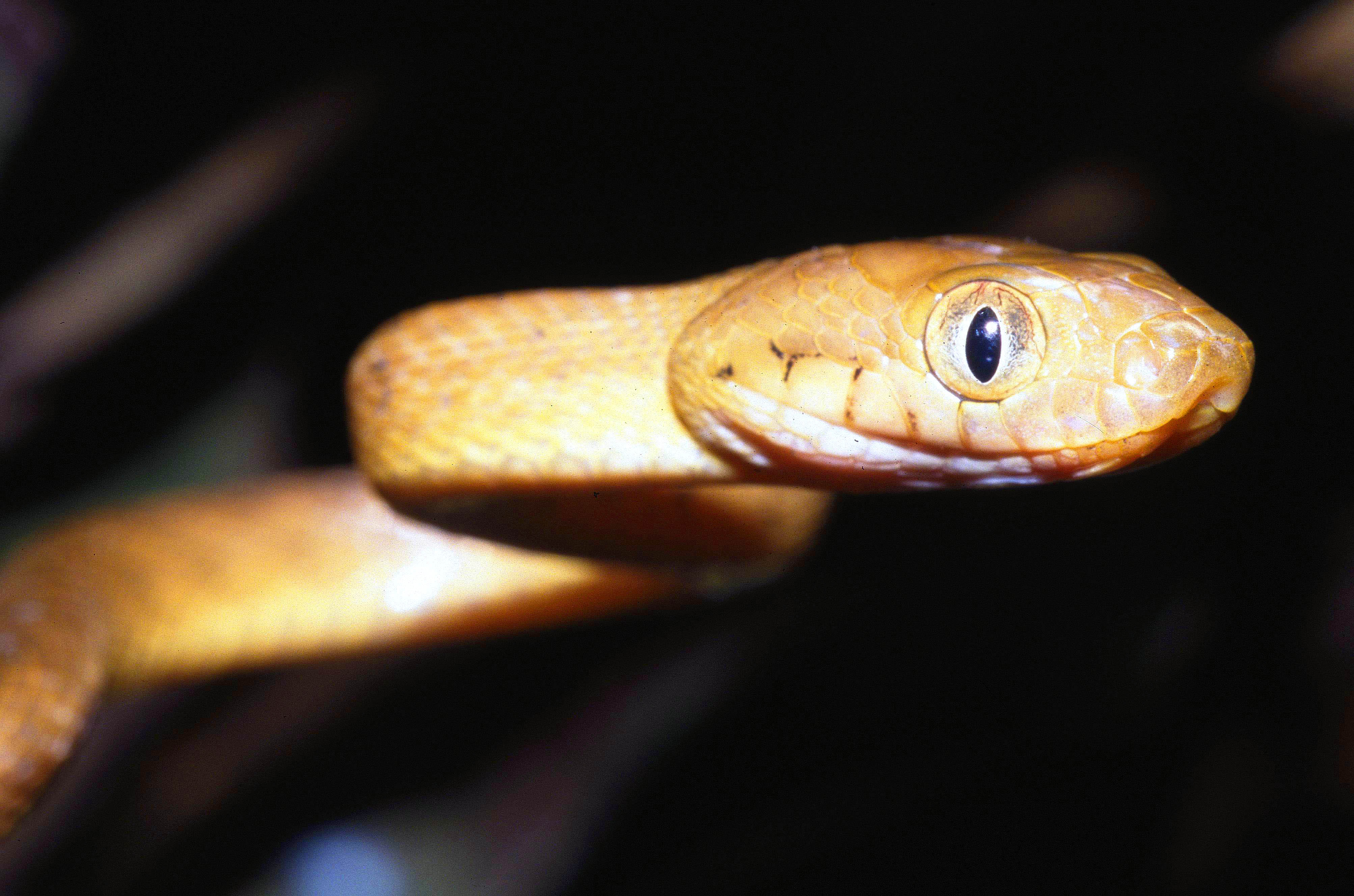
Bojga hnědá (Boiga irregularis)

Po invazi zavlečených bojg hnědých byla populace ledňáčka mikronéského ze svého přirozeného prostředí vyhubena. Ve volné přírodě byl pták naposledy spatřen v roce 1986 a ve Spojených státech je na seznamu ohrožených druhů. Populace ledňáčků, čítající méně než dvě stě jedinců (stav k roku 2017), přetrvává v amerických pevninských a guamských chovných zařízeních.
Existují však plány na reintrodukci guamských ptáků na Palmyru a potenciálně také zpět do jejich původní domoviny na Guam, pokud by bylo možné zřídit chráněné oblasti prosté vlivu bojg. 

## V kultuře
V roce 2023 se ledňáček mikronéský objevil na známce Poštovní služby Spojených států amerických jako součást edice Endangered Species. Známka byla vytvořena na základě fotografie od Joela Sartorea. Známka byla věnována na ceremonii v Jižní Dakotě.[ujasnit]

## Galérie

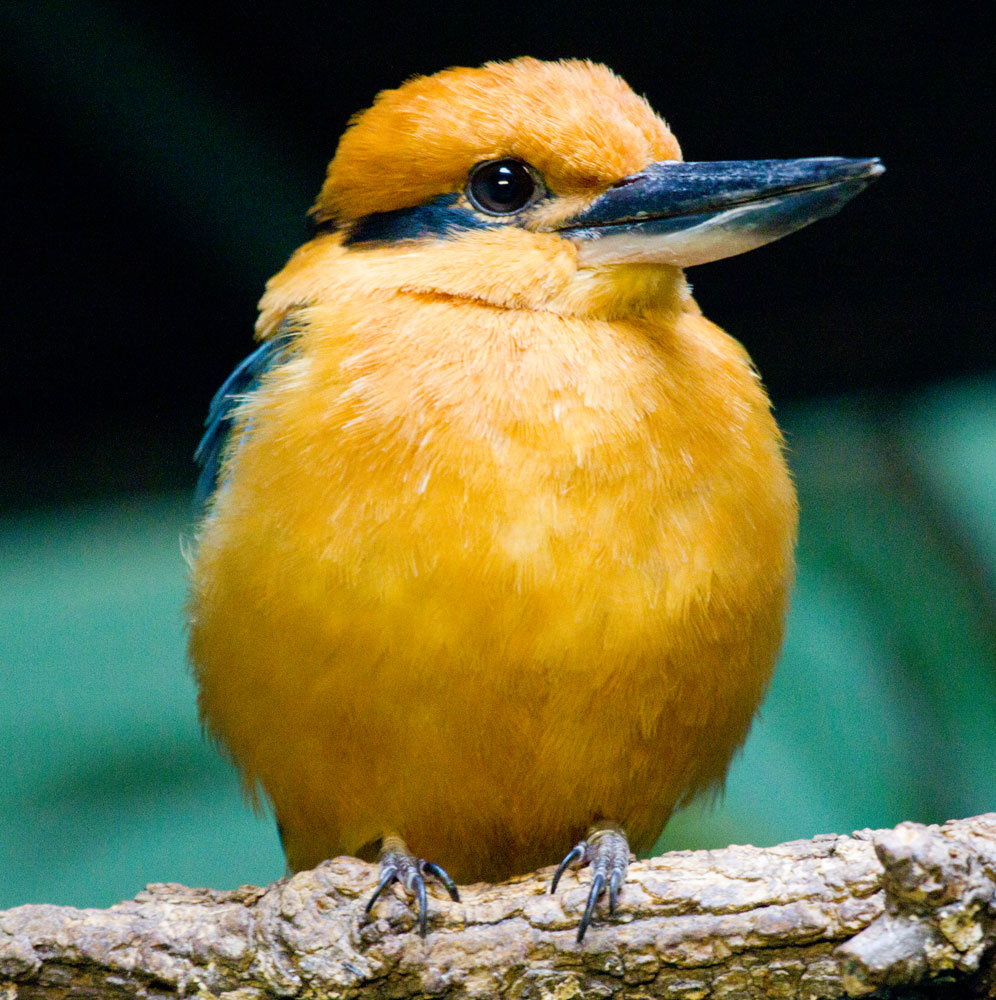
Ledňáček mikronéský ze zoo Houston
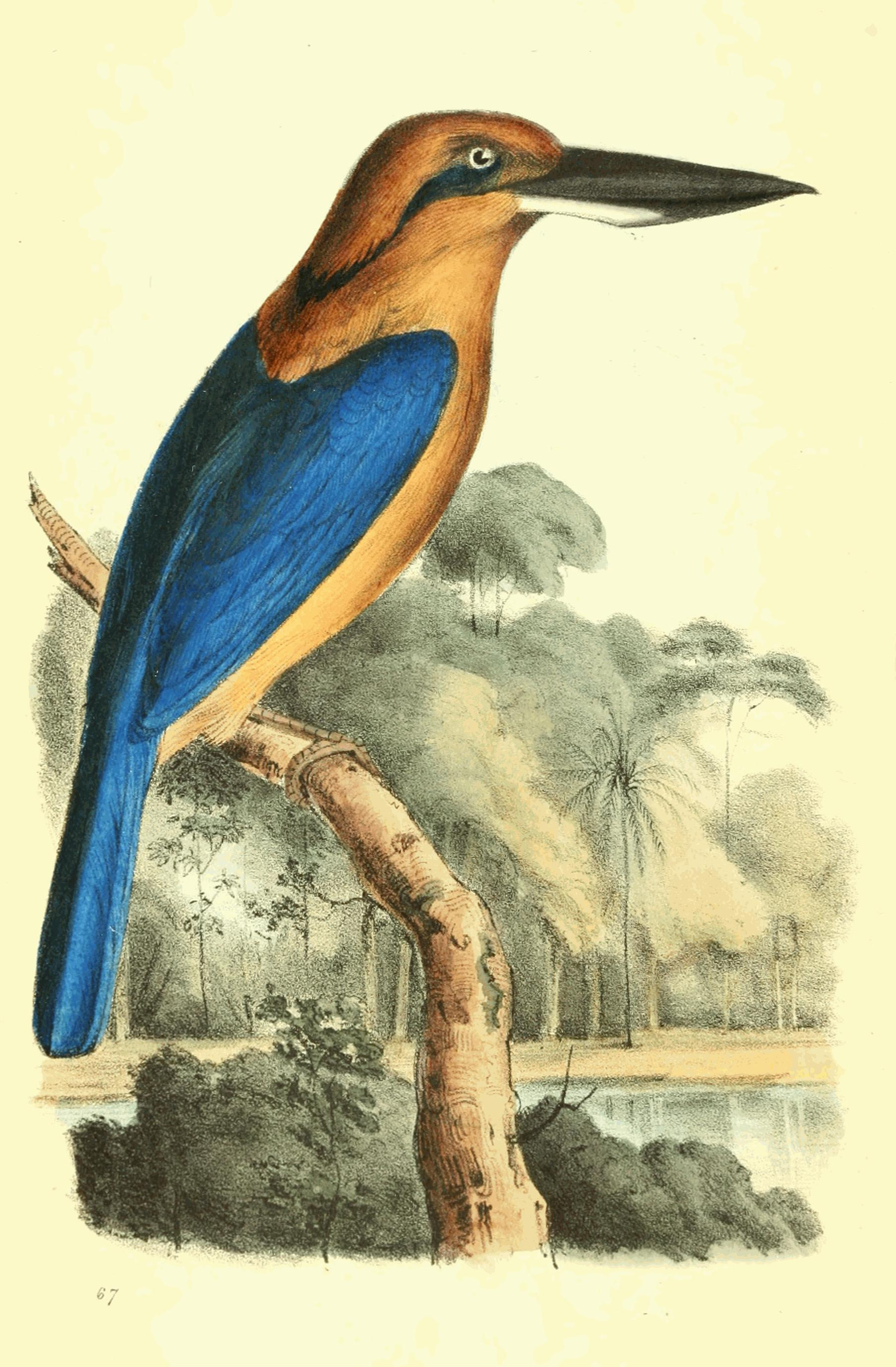
Ilustrace ledňáčka mikronéského